# Villotte-sur-Ource
Villotte-sur-Ource là một xã ở tỉnh Côte-d'Or trong vùng Bourgogne-Franche-Comté, phía đông nước Pháp. Khu vực này có độ cao trung bình 258 mét trên mực nước biển.

## Dân số
| 1962                                         | 1968 | 1975 | 1982 | 1990 | 1999 |
| -------------------------------------------- | ---- | ---- | ---- | ---- | ---- |
| 79                                           | 86   | 80   | 86   | 105  | 114  |
| Số liệu từ năm 1962: Dân số không tính trùng |      |      |      |      |      |